# Garreta matabelensis
Garreta matabelensis är en skalbaggsart som beskrevs av Emile Janssens 1938. Garreta matabelensis ingår i släktet Garreta och familjen bladhorningar. Inga underarter finns listade i Catalogue of Life.